# Ataki rekinów na ludzi

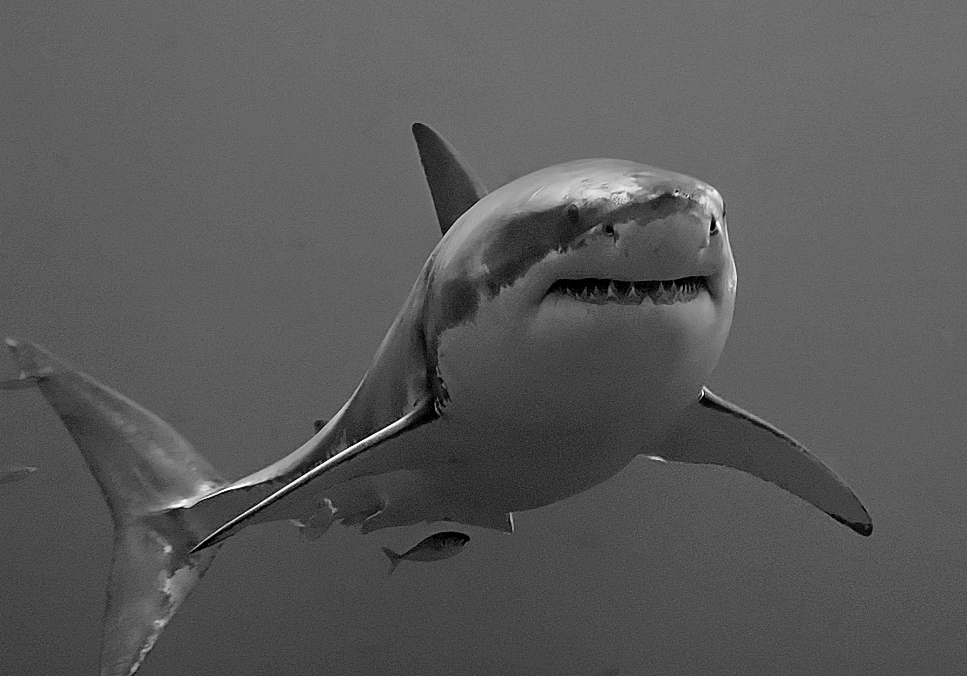
Żarłacz biały (Carcharodon carcharias)

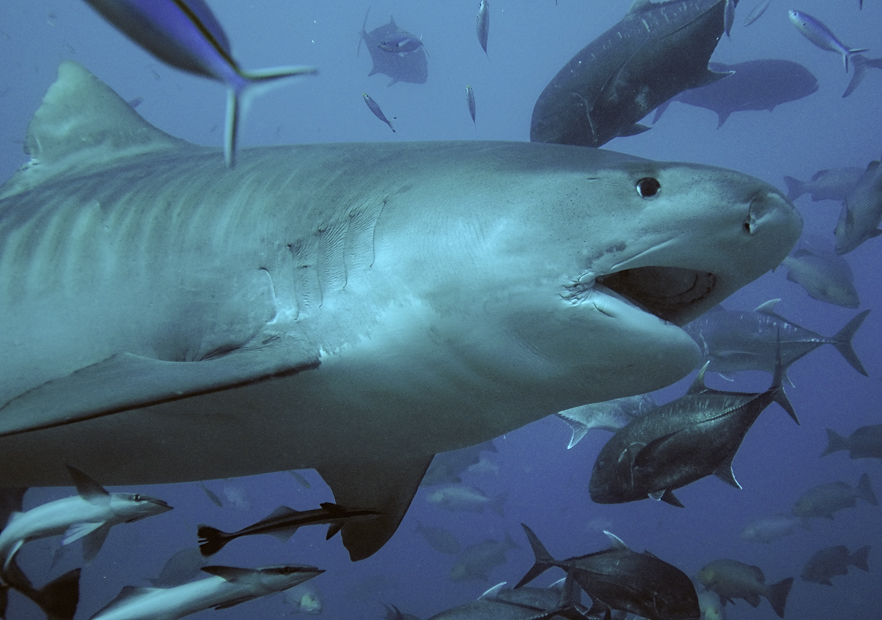
Żarłacz tygrysi (Galeocerdo cuvier)

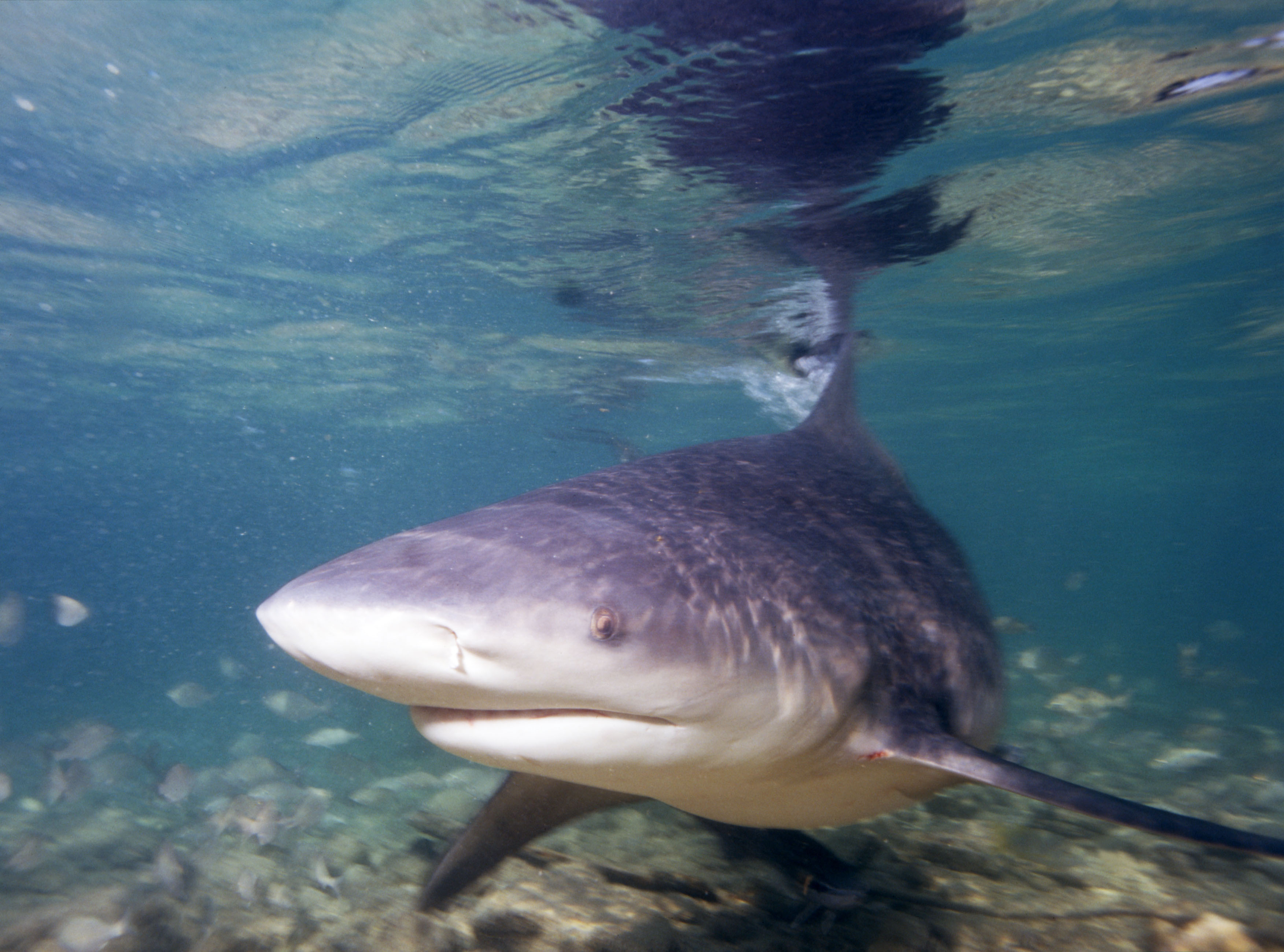
Żarłacz tępogłowy (Carcharhinus leucas)

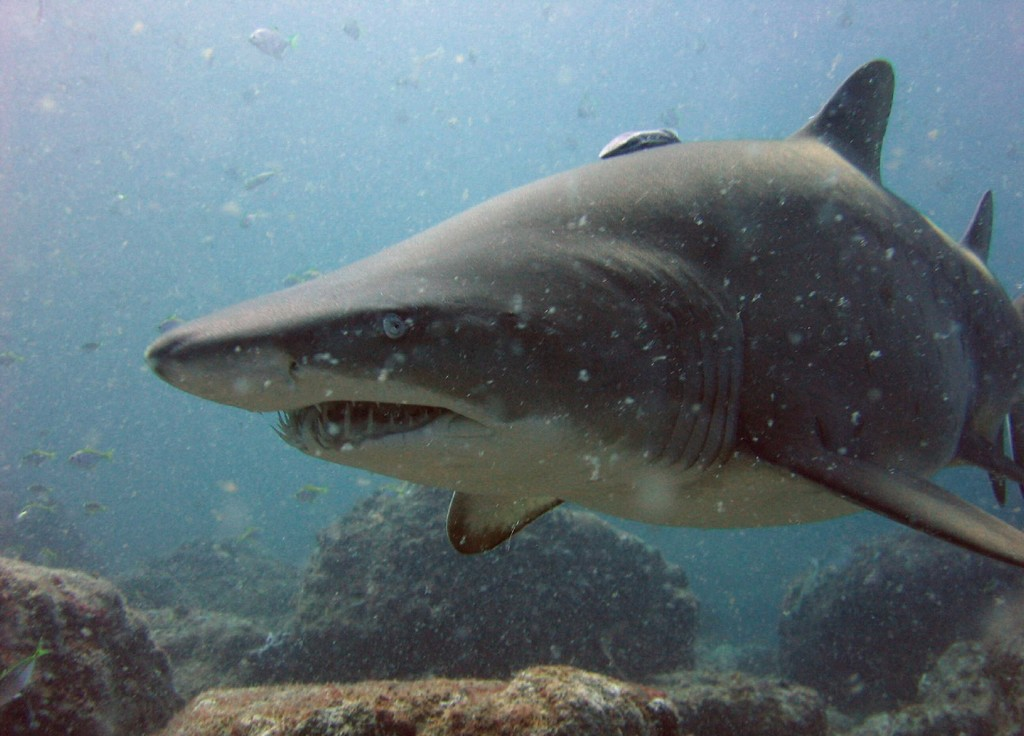
Tawrosz piaskowy (Carcharias taurus)

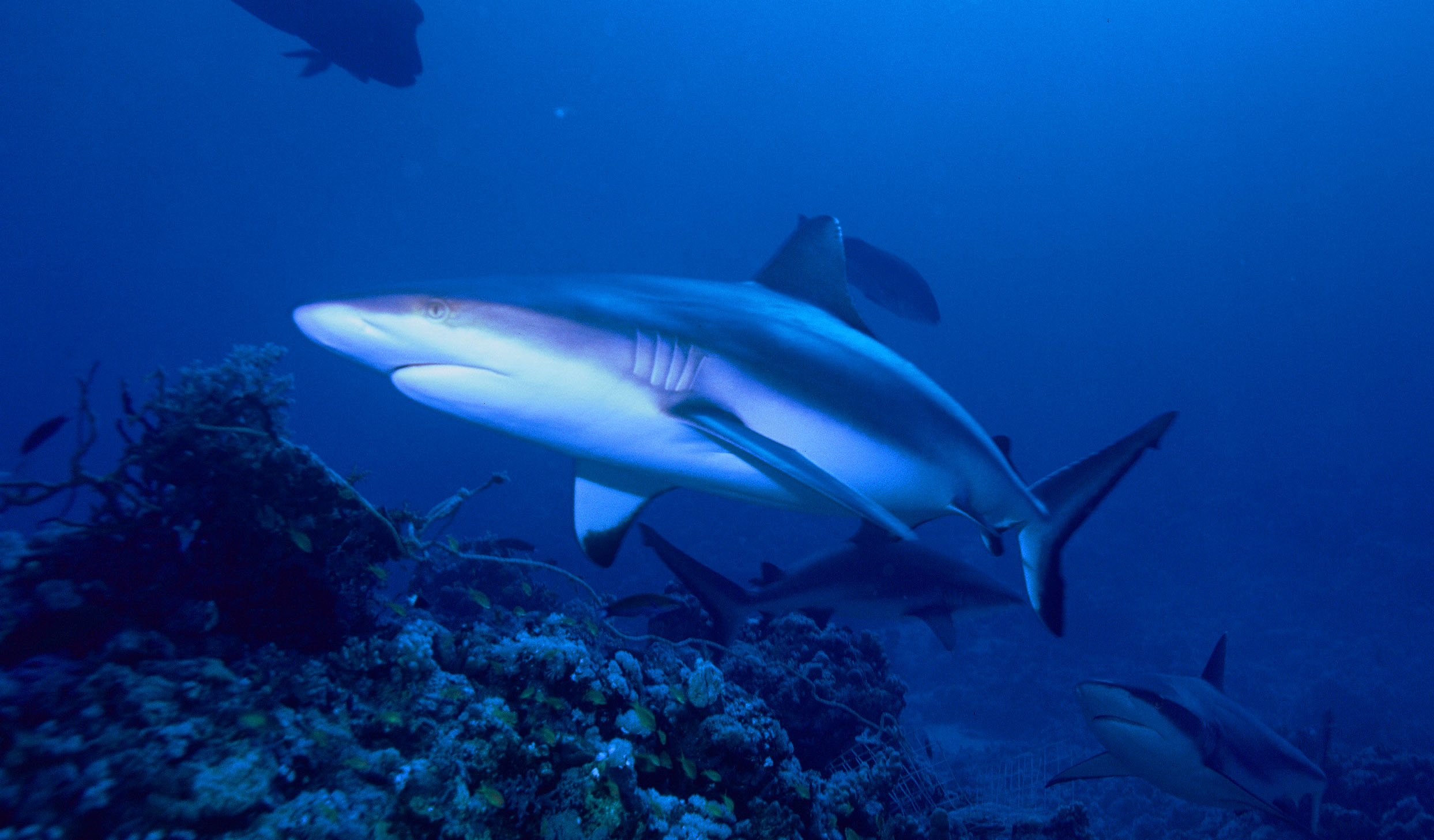
Carcharhinus amblyrhynchos

Rekiny są przez wielu uważane za zwierzęta najbardziej niebezpieczne dla człowieka, między innymi dzięki serii filmów Szczęki. Film, inspirowany wydarzeniami w New Jersey z 1916 roku, nie jest jednak zbyt obiektywny. Spośród ponad 360 rozpoznanych gatunków rekinów, tylko w kilku przypadkach istnieją dowody, że wielokrotnie niesprowokowane zabijały ludzi, między innymi: żarłacz biały (zwany niekiedy ludojadem), żarłacz tygrysi i żarłacz tępogłowy. Wiele gatunków cieszy się złą sławą, jak żarłacz białopłetwy, ale liczba potwierdzonych ataków z ich udziałem jest niewielka. Wszystkie te gatunki filmowano wielokrotnie na otwartych wodach bez klatki ochronnej i nie były one agresywne wobec człowieka.

## Gatunki niebezpieczne dla człowieka
Znanych jest 27 gatunków rekinów atakujących ludzi lub łodzie, z czego około 10 gatunków jest uważanych za niebezpieczne dla człowieka – istnieją udokumentowane przypadki ataku i ugryzienia bez wyraźnego sprowokowania zwierzęcia, ze skutkiem śmiertelnym, ale jest to rzadkością.
Gatunki, których udział w takich atakach odnotowano co najmniej 10-krotnie w latach 1580–2008:
- żarłacz biały (Carcharodon carcharias)
- żarłacz tygrysi (Galeocerdo cuvier)
- żarłacz tępogłowy (Carcharhinus leucas)
- tawrosz piaskowy (Carcharias taurus)
- żarłacz czarnopłetwy (Carcharhinus limbatus)
- żarłacz miedziany (Carcharhinus brachyurus)
- Carcharhinus brevipinna
- żarłacz błękitny (Prionace glauca)
- żarłacz czarnopłetwy (Carcharhinus melanopterus)
- Ginglymostoma cirratum

Zwykle jeśli spostrzeże się je dostatecznie wcześnie i spokojnie oddali się, bądź nie będzie się ruszać, zwierzęta będą człowieka ignorować. Inne gatunki rekinów również mogą atakować, jednak wymaga to wyraźnego sprowokowania ich.

## Typy ataków rekinów
Ichtiolodzy wyróżniają trzy typy ataków rekinów:
- Jeden atak i ucieczka. Rekin po pierwszym ugryzieniu przerywa atak, zdarza się to zwykle w przypadku mniej agresywnej grupy rekinów, głównie na płytkich wodach. Nie jest jasne, czy takie zachowanie jest skutkiem tego, że ludzkie mięso nie smakuje lub nie zawiera dostatecznie dużo tłuszczu, bądź też rekin czeka aż ofiara się wykrwawi. Daje to oczywiście czas, aby uciec z wody i szukać pomocy. Wśród teorii, wyjaśniających tego typu ataki, jedna z popularniejszych mówi, iż rekiny mylą ludzi z fokami. Mogłoby to wyjaśnić stosunkowo częste ataki na surfujące osoby.
- Uderzenie i ugryzienie – rekin przed atakiem krąży wokół ofiary i uderza ją pyskiem, zanim nastąpi pierwsze ugryzienie
- Znienacka – atakują z zaskoczenia

Ostatnie dwa typy zwykle mają kontynuację po pierwszym ataku i często kończą się śmiercią.
Według sekcji ichtiologii Muzeum Historii Naturalnej na Florydzie, która zebrała relacje o około 2000 przypadkach ataków rekinów, najwięcej przypadków zdarzyło się w USA, ale najwięcej przypadków śmiertelnych – w Australii. W przypadku Stanów Zjednoczonych najczęstszymi rejonami ataków jest wybrzeże Florydy oraz Hawaje, a także Kalifornia. Pokazują one także szybko wzrastającą z dekady na dekadę liczbę potwierdzonych ataków, choć jak twierdzą autorzy, może to być skutek lepszego obiegu informacji bądź rosnącej liczby kąpiących się i surfujących. Równocześnie pokazują spadający odsetek przypadków śmiertelnych.

## Tragedia USS „Indianapolis”
Jeden z najsłynniejszych masowych ataków rekinów-ludojadów zaczął się 30 lipca 1945, po zatopieniu przez japoński okręt podwodny I-58 amerykańskiego ciężkiego krążownika USS „Indianapolis”.

## Ataki rekinów z New Jersey
Ataki rekinów z New Jersey nastąpiły między 1 i 12 lipca 1916, na długości około 130 kilometrów wybrzeża New Jersey. Na skutek ataków co najmniej jednego rekina zginęły cztery osoby, jedna została ciężko ranna.

## Ataki rekinów w Sharm el-Sheikh
Ataki rekinów w egipskim kurorcie Sharm el-Sheikh miały miejsce 1 i 5 grudnia 2010 roku. W ich wyniku życie straciła jedna osoba, kolejne 3 odniosły poważne obrażenia, a jedna lekkie.
Pierwszy atak miał miejsce 1 grudnia, kiedy to rekin zaatakował czworo kąpiących się w Morzu Czerwonym turystów. 70-letnia turystka częściowo straciła wskutek ataku ramię i nogę, 50-letni mężczyzna miał po ataku amputowane ramię, a inna, 48-letnia kobieta straciła przedramię. Troje poszkodowanych było narodowości rosyjskiej; Z ataku rekina z niewielkimi obrażeniami wyszła czwarta osoba – 49-letni Ukrainiec.
Po tych atakach plaże kurortu zostały zamknięte na 48 godzin, otwarto je ponownie 4 grudnia.
5 grudnia nastąpił kolejny atak, po którym plaże zostały zamknięte do odwołania, obowiązywał zakaz kąpieli, nurkowania i surfowania w tym rejonie – morze wyrzuciło tego dnia na brzeg ciało śmiertelnie pokąsanej 70-letniej Niemki, której rekin odgryzł ramię i wyrwał udo.
6 grudnia – egipskie Ministerstwo Turystyki wraz z Urzędem Ochrony Środowiska zwróciło się do europejskich ekspertów o pomoc w ustaleniu, czy w rejonie kurortu przebywa więcej drapieżników. Trwały także poszukiwania sprawcy – lub sprawców – ataków.